# Енглески табан
Енглески табан (енгл. doglock), рани облик табана на кремен, који се користио у 17. веку. Док се за пешадијске мускете у то време углавном користио табан на фитиљ, енглески табан користио се за коњичке карабине током тридесетогодишњег рата (1618-1648) и енглеског грађанског рата (1642-1649).

## Карактеристике
Енглески табан састојао се од табанске дашчице, ороза с кременом, чанка с поклопцем, система опруга и обараче. Притиском на обарачу, ороз нагло пада и удара кременом о челични део поклопца чанка (оцило), при чему се стварају варнице које пале припалу у чанку.
Код енглеског табана опруге су биле у кундаку, покривене табанском дашчицом, али за разлику од француског табана (који се сматра правим табаном на кремен) имао је спољашњу кочницу на задљем крају дашчице у облику куке, која је споља качила ороз и држала га у полу-натегнутом положају током пуњења, спречавајући тако задесно опаљивање. Ова кочница се морала ручно закачити пре пуњења, а сама би се откачила при потпуном напињању ороза пре опаљивања.